# كيسي باتون
كيسي باتون (مواليد 21 نوفمبر 1974) هو ملاكم كندي، مثّل بلاده في الألعاب الأولمبية الصيفية 1996.

## روابط خارجية
كيسي باتون على موقع اللجنة الأولمبية الدولية (الإنجليزية)
- كيسي باتون على موقع أوليمبيديا (الإنجليزية)
- كيسي باتون على موقع اللجنة الأولمبية الكندية (الإنجليزية)
- كيسي باتون على موقع اتحاد ألعاب الكومنولث (مؤرشف) (الإنجليزية)